# Ottilia Preußing
Ottilia Preußing (auch: Preussing) (* in Mörfelden; † 19. April 1654 in Homburg vor der Höhe) war das prominenteste Opfer der Bad Homburger Hexenverfolgung und wurde am 19. April 1654 hingerichtet.

## Leben
Ottilia Preußing war die Witwe des 1645 gestorbenen Bad Homburger evangelischen Pfarrers Lorenz Preußing.

## Hexenprozesse Bad Homburg
Im Amt Homburg wurden unter Georg I. zwischen 1582 und 1590 20 Menschen wegen Zauberei verurteilt.
In Hessen-Homburg wurden 1622–1656 über 70 Personen als Hexen hingerichtet.
Landgraf Wilhelm Christoph von Hessen-Homburg ließ 1650–1661 in der kleinen evangelischen Landgrafschaft über 53 Personen wegen Hexerei hinrichten, darunter einige Kinder.

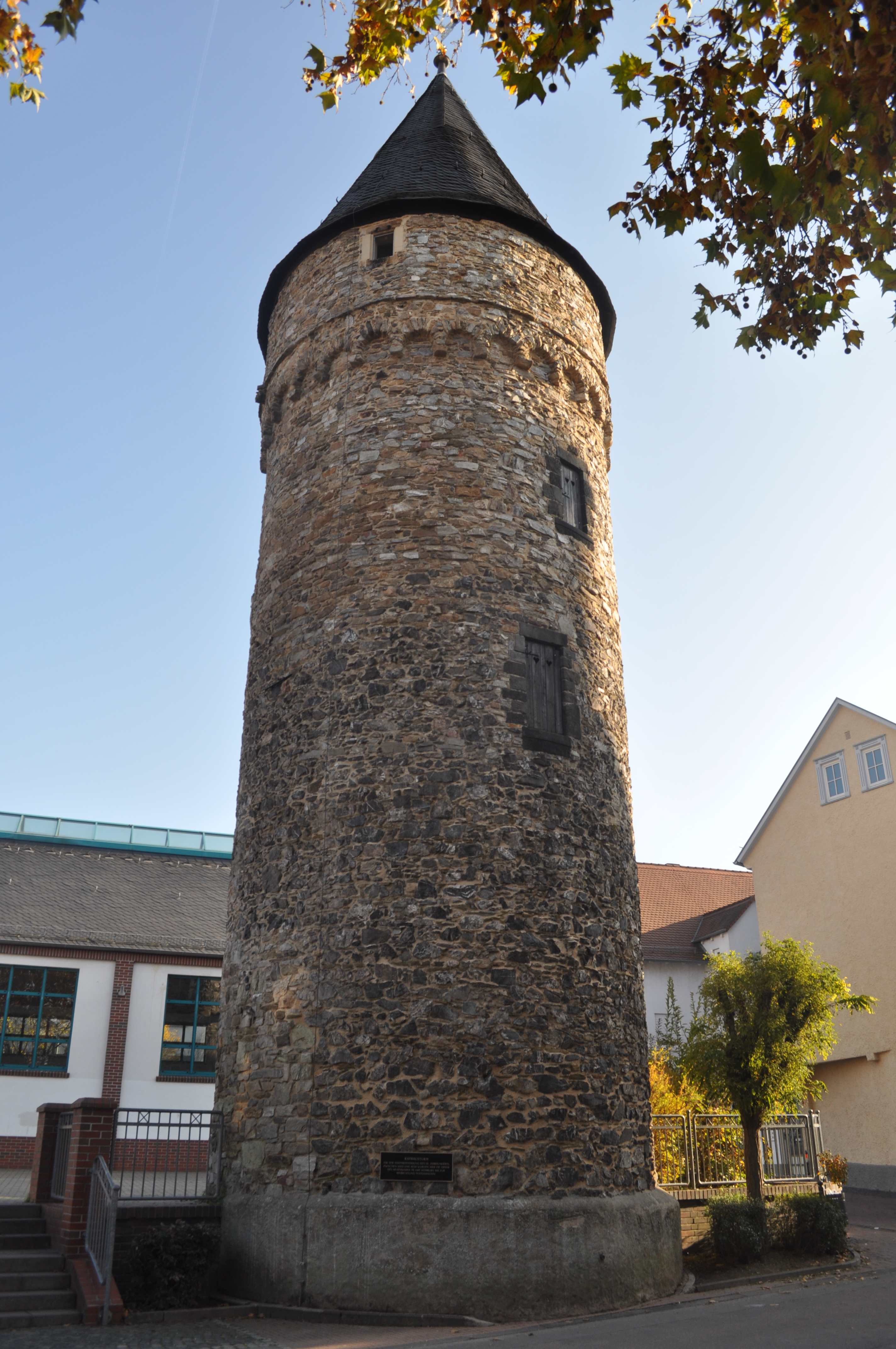
Bad Homburg, Rathausturm

In Homburg wurden die Gefangenen im damaligen Rathausturm (Rathausgasse) inhaftiert. Die Verhöre fanden im Rathaus statt, die Verurteilung auf dem Marktplatz davor, während die Hinrichtungen auf dem Platzenberg geschahen (heute Leopoldsweg). 34 der Opfer stammten aus Seulberg, 21 aus Homburg, zehn aus Köppern, sechs aus Gonzenheim und vier aus Oberstedten.

## Hexenprozess Ottilia Preußing
Das prominenteste Opfer war die Bad Homburger Pfarrerswitwe Ottilia Preußing. Bereits im Sommer 1652 geriet sie in den Verdacht der Hexerei. In einem Hexenprozess wurde der angeklagten Frau Müller Els unter der Folter das Geständnis abgepresst, sie habe Ottilia Preußing beim Hexentanz an der oberen Tafel sitzen sehen. Als Pfarrerswitwe genoss Ottilia Preußing zunächst einen gewissen Schutz gegen diese Anschuldigungen. Im Verlauf zahlreicher Verhöre kamen 1653 jedoch 20 weitere Denunziationen hinzu. Mehrfach wurde die Verdächtige als Obristin oder Königin der Hexen tituliert, die mit Dienerschaft und schwarzer Kutsche zu nächtlichen Treffen der Hexen fahre. Am 15. Februar 1654 gaben drei Homburger Schöffen zu Protokoll, dass die Inquisitin … nach ihres Mannes Tod in bösen Ruff, Zauberey halber geraten sei. Die Richter hatten immer noch Skrupel: Der Frauen geführte erbar leben und wandel stehet nicht wenig im Wege, heißt es im Anhang an die Aussagen der Schöffen [das von den Frauen geführte ehrbare Leben und ihr Lebenswandel stehen einer Verurteilung nicht wenig im Wege].

## Verhaftung
Am 6. April 1654 wurde Ottilia Preußing wegen des Verdachts der Hexerei gefangen genommen und verwunderte sich drüber mit lächelndem Munde, angebend, dass ihr unrecht geschehe. Am 7. April wurde sie verhört. Das Protokoll sprach nun despektierlich von der dicke Pfarrerin. Wegen ihres Herzens Hertigkeit müsse man bei ihr die Folter anwenden. Daraufhin gestand sie Teufelspakt, Teufelstaufen und Schadenzauber wie die Vernichtung von Ernte und Vieh. Sie habe sogar den 1651 gestorbenen Enkelsohn der Landgräfin Margarethe Elisabeth auf Satans Geheiß vergiftet.

## Verurteilung
Am 12. April 1654 ratificirte (unterschrieb) sie das Protokoll über ihre angeblichen Schandtaten. In den Akten folgt auf elf ausführlichst und untertänigst formulierten Seiten ihr Testament. Darin stiftete die offenbar kinderlose und begüterte Pfarrerswitwe u. a. je 50 Gulden an die Kinder von zwei Homburger Geistlichen und weitere 800 Gulden an Kirchen, Schulen und pensionierte Pfarrer. Im Gegenzug bat sie um die Gnade, daß mein verblichener Leichnam nach Christlicher gewohnheit … mit Haltung geistlicher leichpredigt in sein ruhbettlein begraben werden soll. Das Todesurteil wurde am 19. April 1654 vollstreckt und Ottilia Preußing mit sechs weiteren Angeklagten vom Scharfrichter enthauptet. Aber eine Gnade wurde ihr gewährt: Ihr Leichnam wurde auf dem Georgenfriedhof begraben. Der Georgenfriedhof (gelegen vor den Toren der Stadt an der gleichnamigen kleinen Kirche) ist nicht mehr erhalten. Das einzige, was von ihm blieb, ist der Flurname Georgenfeld. Heute ist diese Flur bebaut, und der Name ging in einen Straßennamen ein, der sich auf den alten Friedhof der Ehrlosen bezieht.

## Rehabilitation und Gedenken
Seit 2003 weist eine Gedenktafel am Rathausturm in Bad Homburg auf die Opfer der Hexenverfolgung hin. Die Errichtung dieser Gedenktafel geht auf eine Anregung von Dagmar Scherf an das Stadtparlament zurück. Über das Schicksal der Ottilia Preußing führten die Studiobühne Bad Homburg und die Theatergruppe Friedrichsdorf 1996 das Theaterstück „Homburger Hexenjagd“ von Dagmar Scherf auf. Die Stadtverordnetenversammlung hat am 1. April 2012 einstimmig die Opfer der Hexenprozesse aus moralischen Gründen rehabilitiert.